# 高英坡
高英坡（1972年—），男，汉族，河北曲阳人，中华人民共和国政治人物。现任河北翰鼎雕塑集团首席技师，河北省雕塑协会雕塑研究院院长。第十四届全国政协委员。